# Larry Elmore
Larry Elmore (1948) é um ilustrador estadunidense, notório por seus trabalhos realizados para a extinta empresa de jogos de RPG chamada TSR, Inc., comprada pela Wizards of the Coast.